# Форментера
Форментера — один з Балеарських островів, розташований у Середземному морі, належить Іспанії. Довжина острова — 23 кілометра, ширина — 2-17 км, він розташований приблизно за 6 км на південь від Івіці. Площа — 83 км². Основні населені пункти — Сан-Франциск-Хав'єр, Сан-Ферран-де-сес-Рокес, Ель-Пілар-де-ла-Мола та Ла-Савіна.
Форментера — найтихший з Балеарських островів, належить до Пітіузьких островів. Острів відомий ще й тим, що на всіх його пляжах немає заборони на нудизм.
Форментера утворює один муніципалітет, який також називається Форментера. Населення острова — 9962 осіб (2010). Густота населення — 120 осіб/км². У розпал туристичного сезону на острові чисельність відпочивальників сягає 50-60 тис. Острів є частиною автономного співтовариства Балеарських островів, в адміністративному відношенні управляється Радою Івіци і Форментера.
Офіційними мовами на острові є каталонська мова та іспанська мова, але місцеві жителі розмовляють переважно каталонською.
Жителі острова, переважно, зайняті сільським господарством та обслуговуванням туристів.

## Клімат

Прапор Форментера

Майже 300 днів у році сонячно. Вологість повітря — близько 70%. Зима м'яка, близько +15, влітку буває сухо і спекотно — зазвичай +26, максимум +30. Навесні та восени у середньому +20. Температура моря часто вища, ніж на суходолі. Середній показник для червня та жовтня — 21-25 °C у серпні. Купальний сезон триває з квітня по жовтень. Вітер переважно північний, особливо у зимовий час.

## Історія
Вважається, що назва острова походить від латинського слова frumentum, що означає «пшениця». Знахідки археологів свідчать про те, що поселення на острові існували вже в 2000 до н.е. Острів належав Карфагену, потім був переданий Риму. У наступні століття ним володіли вестготи, візантійці, вандали та араби. Форментера була завойована каталонцями, які приєднали острів до володінь Арагону, пізніше він став частиною середньовічного королівства Мальорка.

## Транспорт
На Форментера немає аеропорту, і дістатися до неї можна лише морем. Зазвичай, шлях туристів пролягає з двох основних портів Ібіци — на поромах та швидкісних пасажирських катамаранах. На перших час у дорозі становить годину, на других — 30 хвилин. Один квиток туди-назад обійдеться туристу приблизно у €37-40. При цьому до самої Ібіци можна дістатися або чартером, або транзитним, зі стикуванням у Мадриді або Барселоні, рейсом.
Крім того, на Форментера можна дістатися і з континенту. По вівторках, четвергах та суботах ходить катер з Денії, Валенсія (область). Час в дорозі — 2,5 години.
Автомобілі на Форментера не мають популярності, зате тут спеціально розроблені 19 веломаршрутів.
По острові ходить автобус. Його єдиний маршрут являє собою кільце, що проходить через порт і всі три селища. З травня по жовтень автобус курсує раз на дві години з 9 до 8:00 вечора, а решту часу — раз на день.

## Пляжі

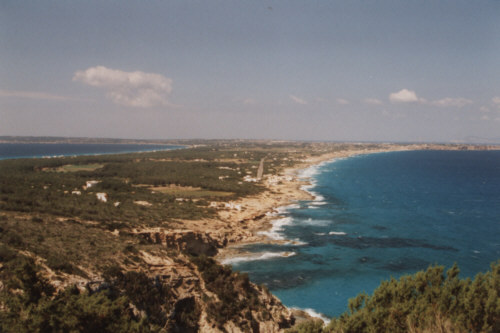
Пейзаж на Форментера

Найпопулярніші пляжі Форментера: шестикілометровий піщаний півмісяць Platja de Migjorn (Плайя-де-Мігьерн) на півдні, Platja Illetes (Плайя-Ільєтес) та Platja Llevant (Плайя-Ллеван) на півночі і Cala Saona (Кала-Саона) — затока у затишній кам'янистій бухті з видом на гору Ес-Верда та острів Ібіца. Це найчистіші, довгі та пустельні пляжі у всій Іспанії. 
Форментера вважається одним з найкращих місць для пляжного відпочинку на Середземномор'ї за свої чисті пляжі з білим піском і через той факт що засмагати голим дозволено на більшості пляжів острова.
Причому 2010 року вона зайняла п'яту сходинку в Топ-10 найкращих пляжів Європи за версією популярного сайту TripAdvisor.com. При цьому в «пікові» місяці відпочинку (у липні та серпні) на Форментера складно знайти нічліг, а ставити намети на острові заборонено.

## Пам'ятки
Головними визначними пам'ятками виступають релігійні споруди: це церква St Francesc Xavier, побудована у 18 столітті, і капела Са-Танка-Велья, збудована у другій половині 19 століття у містечку Сан-Франсес. З природно-історичних пам'яток виділяються древні мегаліти на мисі Барбара (2000 роком до н. е.) і Ка-На-Коста, поряд з Ес-Пужолс (2000–1600 р. до н. е.). На острові присутні пам'ятки римської та арабскої доби: фортеця Кан-Блай — за формою пентагон п'ятьма вежами, який розташований на височині між селищами Сабіна та Ла-Мола; та Caserio de Balafia — арабський архітектурний комплекс із 7 будинків та 2 веж на півночі Форментера.
У містечку Ла-Мола розташований на млин (18 століття) і маяк. Маяк стоїть на прямовисній скелі, у найвищій точці острова. Багато хто вважає це місце магічним. Також відомо, що саме їм надихався Жюль Верн, коли писав «Двадцять тисяч льє під водою». Ще один маяк знаходиться на мисі Барбара. Там же знаходяться древні дольмени.
У числа чисто природних пам'яток Форментера можна віднести лагуну Естані-дес-Пейшен, яка через вузький прохід з'єднується з відкритим морем та вважається ідеальним місцем для занять водними видами спорту. А також озера Пудент і Пещ, і печеру Ен-Ксероні, площею близько 750 м². Природний феномен Форментера — каменоломня Пунта-де-Са-Педрера.
«Візитна картка» Форментера — білі будиночки з синіми віконницями та вітряні млини.